# Gemmrigheim
Gemmrigheim es un municipio alemán perteneciente al distrito de Luisburgo de Baden-Wurtemberg.
A 31 de diciembre de 2015 tiene 4040 habitantes.
Se conoce su existencia desde 1085, cuando se menciona la localidad en un documento del monasterio de Reichenbach. Se desarrolló como un pueblo dedicado a la viticultura, documentada en el lugar desde el siglo XII. En la Edad Media perteneció a los condes de Calw, a los condes palatinos de Tubinga y a los señores de Kirchheim unter Teck, hasta finalmente incorporarse en el siglo XIII a Wurtemberg.
Se ubica a orillas del río Neckar, unos 10 km al norte de la capital distrital Luisburgo. El río separa la localidad de los vecinos municipios de Kirchheim am Neckar y Walheim, con los que forma una conurbación conectada a través de un único puente fluvial.